# Berkeley Sound
Der Berkeley Sound (französisch Baye Accaron, spanisch Bahía de la Anunciación) ist eine fjordähnliche Bucht im Nordosten der Falklandinseln. In der etwa 30 km langen und maximal 11,5 km breiten Bucht befinden sich mehrere kleine Inseln wie Hog Island, Long Island oder das geschützte Gebiet Kidney Island.
Die landschaftlich karge, durch Eiszeiten geformte Bucht wurde Mitte des 18. Jahrhunderts durch französische Kolonisten besiedelt die hier die Siedlung Port Louis gründeten. 1834 beschrieb Charles Darwin im Rahmen einer Expedition mit der Beagle den Berkley Sound als  hügligen Landstrich der armselig und trostlos wirke.
Heute liegen an der Küste der Bucht mehrere kleine Ansiedlungen wie Green Patch, Johnson’s Harbour oder
Port Louis.  Die Bucht ist ein bedeutender Umschlagplatz der hiesigen fischverarbeitenden Betriebe.